# Hanis

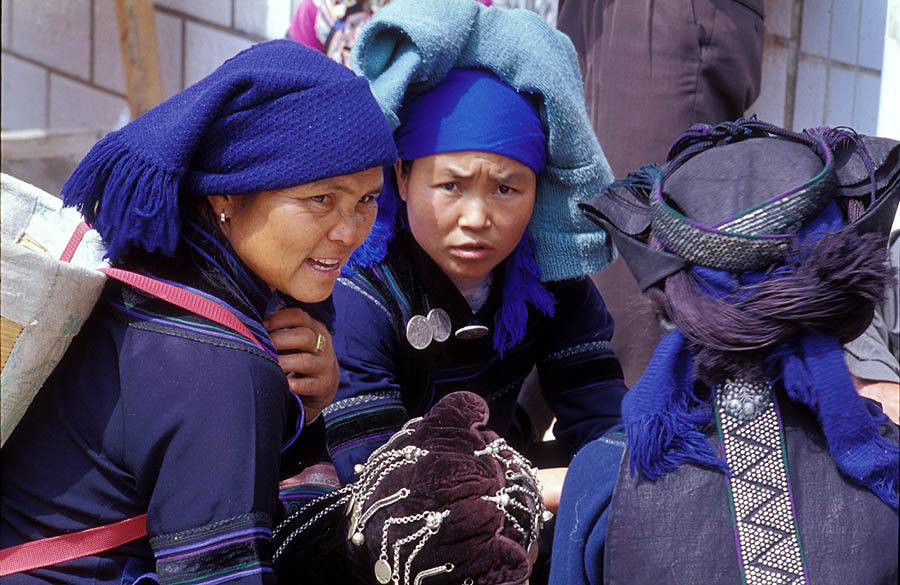
Traje diário típico da etnia hani na China. No condado de Yuanyang, província de Yunnan.

O povo hani ou ho (Hani: Haqniq; Chinês: 哈尼族; Pinyin: Hānízú; Vietnamita: Người Hà Nhì) é um grupo étnico falantes de uma língua lolo no sul da China, norte do Laos e Vietnã. Eles formam uma das 56 nacionalidades oficialmente reconhecidas da República Popular da China e um dos 54 grupos étnicos oficialmente reconhecidos do Vietnã. No Laos, os hani são mais comumente conhecidos como ho.

## Distribuição
Há 12.500 hanis vivendo na província de Lai Châu e na província de Lào Cai do Vietnã. Os ho residem nas regiões montanhosas do norte da província de Phongsaly, no Laos, perto da fronteira da China e do Vietnã.

### China
Mais de 95% dos atuais povos hani vivem na província de Yunnan, no sul da China, localizada do outro lado das montanhas Ailao, entre o rio Mekong e o rio Vermelho (rio Yuanjiang).

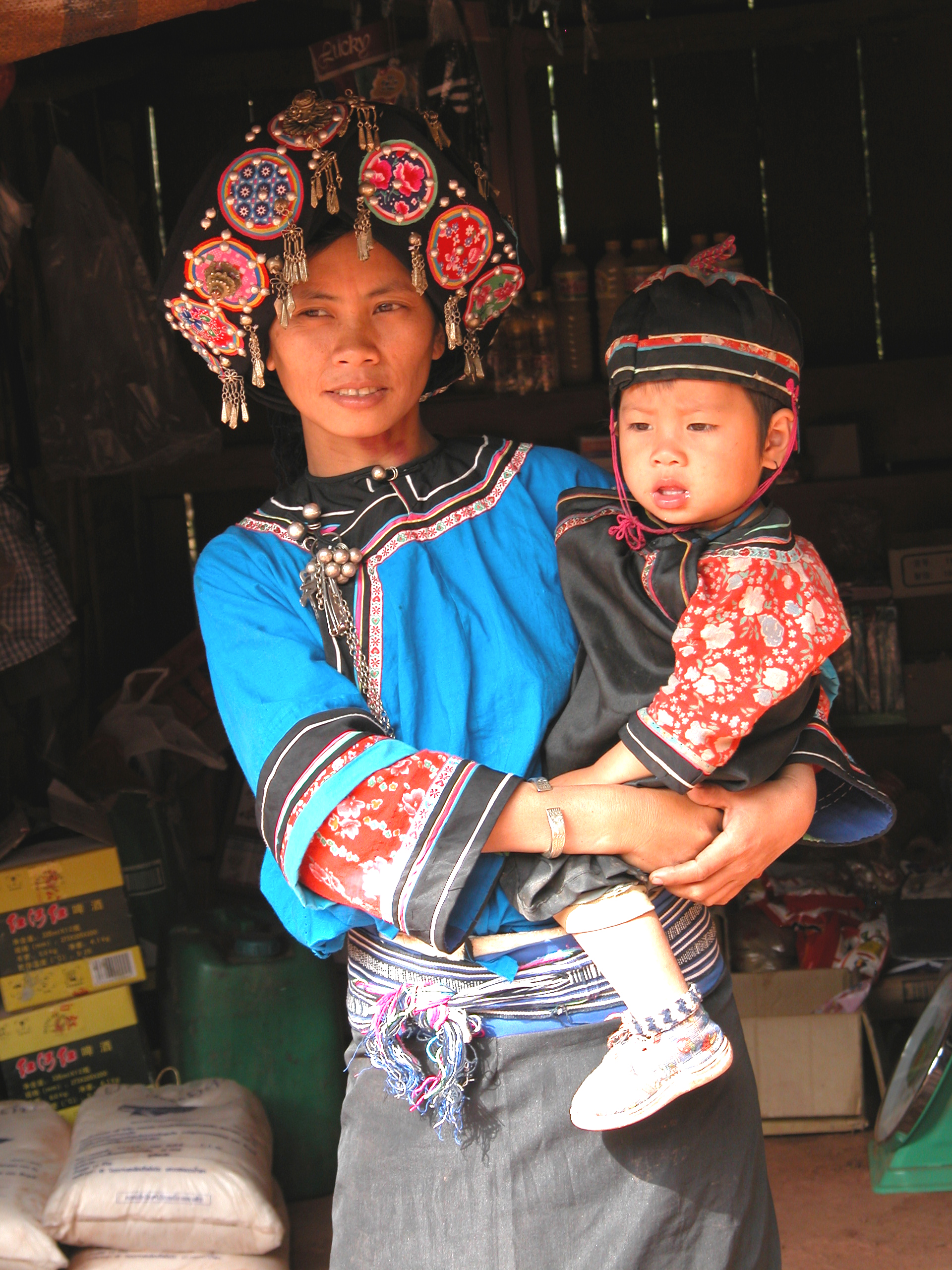
Uma mulher ho (hani) e seu filho no Laos, por volta de 2003.

## Origens
As origens do hani não são conhecidas precisamente, embora se acredite que seus ancestrais, a antiga tribo qiang, tenham migrado para o sul do planalto Chingai-Tibetano antes do terceiro século da Era Comum.
As tradições orais hanis afirmam que eles descendem do povo Yi e que se separaram como uma tribo separada há cinquenta gerações. Uma de suas tradições orais é a recitação dos nomes dos ancestrais hani, desde a primeira família hani até a própria pessoa.

## Organização das comunidades
O povo hani agora está estabelecido, cada aldeia às vezes tem até 60 famílias. O hani tem muitos sobrenomes, cada um dos quais consiste em muitos gêneros. Por ocasião do tet, todos os anos, é costume que toda a família se reúna e ouça os idosos contarem suas genealogias. O nome do hani costuma ser o nome do pai ou o nome do animal correspondente à data de nascimento.

## Cultura
As casas hani geralmente têm dois ou três andares, construídas com bambu, barro, pedra e madeira.
A roupa tradicional hani é confeccionada em tecido azul escuro. Os homens usam jaquetas curtas e calças compridas e largas. Eles também usam turbantes brancos ou pretos. As mulheres se vestem de acordo com o clã a que pertencem. Não há diferença de gênero nas roupas de crianças menores de sete anos. Os hani são conhecidos por seu canto polifônico vocal. Uma polifonia de oito partes foi gravada na década de 1990. Eles tocam instrumentos musicais tradicionais, labi de flauta soprada (俄 比). e alahe de três cordas dedilhadas.
Campos em socalcos são uma característica de suas práticas agrícolas.

### Religião
Os hani são politeístas e professam uma adoração especial pelos espíritos de seus ancestrais. Eles estão acostumados a praticar rituais para venerar os diferentes deuses e, assim, obter sua proteção. A hierarquia religiosa hani está dividida em três personagens principais: a zuima que dirige as principais festas; o beima, responsável pela prática dos exorcismos e dos rituais mágicos; o nima que se encarrega de fazer previsões e administrar as ervas medicinais. Esta última carga pode ser realizada indistintamente por homens e mulheres. Alguns hanis também praticam o budismo theravada.

### Língua
A língua hani falada por muitos hani pertence ao ramo lolo-birmanês da família de línguas sino-tibetanas. Muitos hanis falam línguas relacionadas com as línguas lolo-Birmanesas. A tradição oral fala de uma antiga escrita escrita, a tradição diz que ela se perdeu com a migração de Sichuan. Eles agora usam uma romanização do dialeto luchun como uma escrita
Dependendo das características de distribuição da população em diferentes regiões, a língua hani também tem sua adaptação, cada região tem suas próprias características.

### Arquitetura

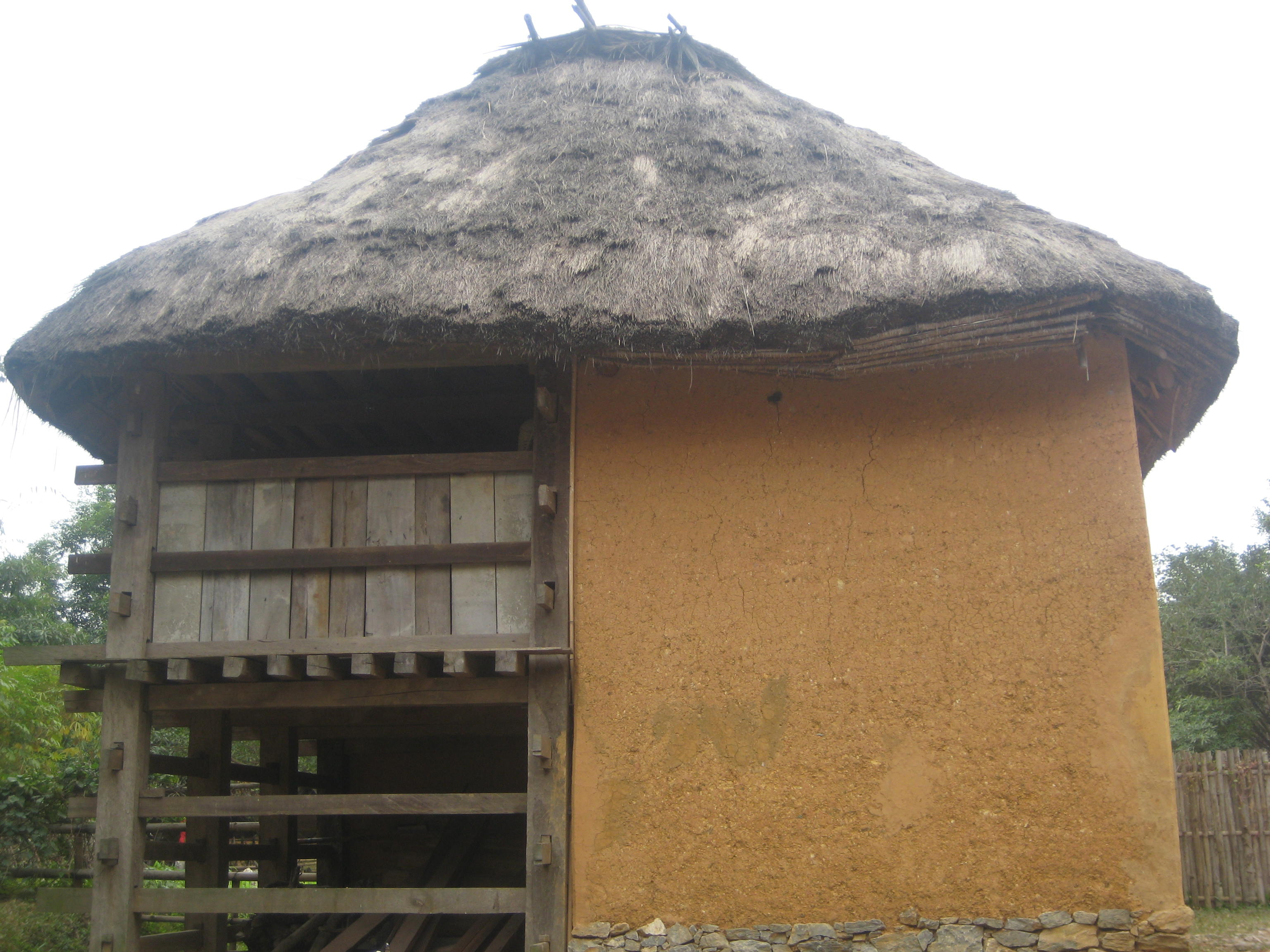
Casa hani

Os hani vivem em florestas e selvas para que tenham os recursos necessários para viver. As casas hani são casas de palha e casas em formato de cogumelos.
Essas casas consistem em andaimes de bambu e madeira e um telhado de palha (o telhado tem quatro lados inclinados). Apoiado em pilares de madeira, o piso térreo inferior da casa destina-se à guarda de gado e mobiliário. Os moradores normalmente moram no primeiro andar. E a casa normalmente tem três quartos. Uma lareira quadrada na sala do meio tem um fogo que é mantido sempre aceso. O segundo andar é coberto com terra à prova de fogo e é usado como depósito. O telhado de terra isola a casa para que seja quente no inverno e frio no verão.

### Comida
Seus alimentos básicos são arroz e milho. Azedo e picante são seus sabores favoritos. Eles podem colher vegetais silvestres para fazer sopa e usam ervas como condimentos. Homens e mulheres hani geralmente fumam. Vinho e chás variados aquecidos são suas bebidas mais populares. Mastigar areca também é comum entre o povo hani.

#### Chá Pu'er
Acredita-se que os hani foram um dos primeiros povos da região de Yunnan a produzir um tipo de "chá preto" ou chá pós-fermentado chamado Pu'er (普洱茶 pu'er chá). É um dos chás medicinais mais úteis da China, é caro e bom para a saúde. Muitos vilarejos de Hami se especializam no cultivo de chá Pu'er. O chá serve relaxamento à noite e é uma das bebidas medicinais mais famosas da China.

### Vestimentas
Os hani vestem roupas vermelhas e pretas, os homens usam jaquetas curtas, geralmente pretas, e calças compridas e largas. Como são pobres, suas roupas também não são muito elegantes. Os agricultores e residentes das montanhas e terras altas usam roupas pesadas e duráveis que os mantêm aquecidos e confortáveis. Os hani não usam meias e sapatos, mas usam sapatos especiais de madeira para poder andar bem pelo musgo. As mulheres se enfeitam com joias e adornos. Em geral, as pessoas gostam de se vestir com recato e não com ostentação. A modéstia é um grande valor da cultura hani.

### Características econômicas

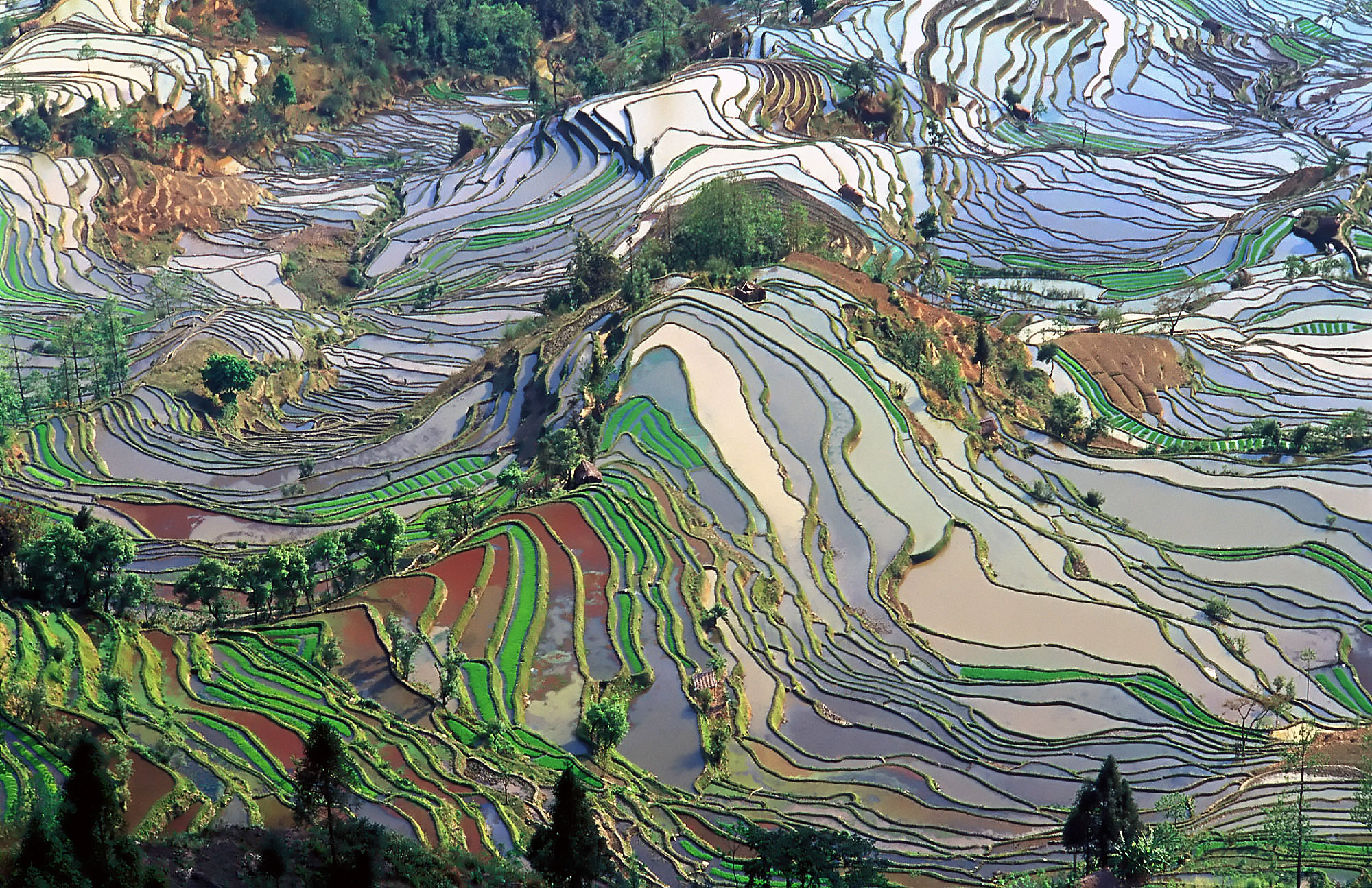
Os terraços dos hanis em Honghe, Yunnan, China, estão inscritos na lista de Patrimônios Mundiais da UNESCO.

Os hani cultivam principalmente arroz, do qual cultivam com um sistema elaborado e usado há mais de 1.300 anos, um lugar que esse método é usado são os terraços hanis de cultivo de arroz em Honghe, alguns têm terras para cultivar e outros para trabalhar no campo. O grupo étnico hani é um dos grupos étnicos com tradição de recuperar campos em socalcos e cavar valas e represas para obter água, usando búfalos e vacas para arar e cultivar ao lado da casa.
A criação é uma profissão de desenvolvimento. Artesanatos como tricô e tecelagem também são populares. A maioria das pessoas de hani são autossuficientes em roupas.
Em geral, os hani no Vietnã, embora vivam em áreas montanhosas remotas, têm um nível mais alto de desenvolvimento cognitivo e educacional do que outros grupos étnicos.

### Feriado tet
O feriado tradicional de tet dos hani é chamado Ho Su Cha. Os hani em Muong Te costumam escolher 3 dias no mês do rato (Hu - Pa - La), quando as safras são colhidas, que é a época de novembro do calendário para celebrar o tet. O tet começa no dia do dragão, independentemente do início do mês ou do final do mês, dependendo da organização, mais cedo ou mais tarde. Um tipo de bolo indispensável no dia de Ano Novo de Ho Su Cha é um bolo grosso.
Antes do tet, eles frequentemente reformam suas casas, preparam arroz, vinho e comida. Na noite do dia 30, o povo hani queima incenso para orar ao deus da cozinha e, em seguida, queimam incenso em todas as portas. Mesmo os estábulos de búfalos e porcos devem ter incenso. Depois de oferecer ao deus da cozinha, uma pequena porção das oferendas será dada ao cachorro para comer primeiro e depois comer. (Porque é dito que os cães carregavam alguns grãos de arroz, eles salvaram o povo hani fome após uma grande enchente. É por isso que o povo hani sempre transmitiu essa história oralmente e disse aos seus descendentes para considerar o cão como o salvador na vida material e espiritual). Além disso, o povo hani também se abstém de comer carne de cavalo porque percebe que o cavalo é um amigo para ajudá-los a carregar as mercadorias e no dia de Ano Novo, eles também comem mingaus e comidas deliciosas.

### Casamento e família
Meninos e meninas hani se conhecem antes de se casarem. Na véspera de Ano Novo, meninos e meninas frequentemente namoram em áreas ensolaradas para dançar corda, cantar canções de amor. Se você tentar dormir e achar que é adequado, a família do noivo trará arroz, carne de porco e galinhas para pedir à família da noiva que peça que seus filhos sejam a noiva. Cada casal deve passar por dois casamentos. Logo após o último casamento, eles se tornaram marido e mulher. Também em Lai Chau, há um lugar para ficar no cunhado. O segundo casamento é realizado quando eles estão bem e geralmente quando têm filhos.

### Costumes funerários
Os costumes funerários das regiões não são exatamente os mesmos, mas há algumas coisas em comum: quando alguém morre em casa, os trapos (ou arrancam alguns raios) do quarto da pessoa, destroem o altar dos antepassados, fazem o cadáver cama na cozinha, escolha uma boa data e hora para enterrar. Os hani não têm um cemitério comum nas aldeias, se abstêm de encher as sepulturas com terra e grama fresca, não cercam ou constroem uma sepultura, apenas colocam pedras ao redor da sepultura.